# Bruxelles-Identité-Sécurité
Pour les articles homonymes, voir BIS.
Bruxelles-Identité-Sécurité, ou BIS, était une structure belge francophone d'extrême-droite proche du Vlaams Blok fondée en 1994 par Pieter Kerstens, Robert Steuckers, Hubert Defourny  et Jean-Eugène van der Taelen.  
L'origine de ce « comité francophone pro-Vlaams Blok » provient d'une dissidence du Front national conduite par d’anciens dirigeants du noyau dur du Parti des forces nouvelles désirant réorienter le FN dans une optique nationale-révolutionnaire pure et dure. Sa création est soutenue par le Vlaams Bock qui cherche à capter l'électorat francophone dans l'idée de paralyser les institutions bruxelloises. Le groupe de tendance national-solidariste fréquente l'extrême droite française, notamment les fêtes des Bleu-blanc-rouge.
La publication trimestrielle du BIS, Ket, était distribuée gratuitement à des milliers d'exemplaires, relayant essentiellement les thèses du Blok et interviews de ses membres. C'est l'ex-groupe néonazi L’Assaut de Hervé Van Laethem qui s’occupait de la sécurité des meetings et réunions du BIS.
Dissoute après des conflits internes, dans les années 2000, le BIS se reforma sous le nom d'Alliance bruxelloise contre le déclin (ABCD), avec le même leader, Pieter Kerstens.